# Adalberto Correia Lima
Adalberto Alexandrino Correia Lima (Tauá, 5 de janeiro de 1931 – Teresina, 15 de dezembro de 1994) foi um engenheiro, arquiteto e político brasileiro que foi deputado federal pelo Piauí.

## Dados biográficos
Filho de Adalberto Correia Lima e Natália Alexandrino Correia Lima. Formado em Engenharia e Arquitetura pela Universidade Federal do Rio de Janeiro em 1969, com especialização em Engenharia Rodoviária na Universidade de Washington em 1964. Funcionário da Justiça do Trabalho, iniciou a vida pública como Diretor de Urbanismo e Obras quando Petrônio Portela foi prefeito de Teresina e quando este governou o Piauí nomeou Correia Lima diretor-técnico da Companhia de Habitação do Piauí (COHAB) e a seguir diretor-geral do Departamento de Estradas e Rodagem (DER), cargo que manteve nos governos José Odon Maia Alencar (1966) e Helvídio Nunes  (1966-1970) sendo nomeado secretário de Obras e Serviços Públicos por este último.
Eleito suplente de deputado federal pela ARENA em 1970, foi efetivado com a morte de Manoel Santos. Reeleito em 1974 e 1978 migrou para o PDS com a reforma partidária. Eleito suplente de deputado federal em 1982, exerceu o mandato nos últimos meses de Freitas Neto como prefeito de Teresina visto que o primeiro suplente, Celso Barros, fora efetivado após o falecimento de Milton Brandão em julho de 1985. Sua última filiação partidária foi ao PFL.
Há uma escola na zona rural de Santo Antônio dos Milagres batizada em homenagem ao seu pai.